# S/S Kosmos II
S/S Kosmos II var ett norskt Valkokeri sjösatt den 19 maj 1931 vid varvet Workman, Clark and Company i Belfast för Anders Jahre. Torpederad och sänkt den 29 oktober 1942.
Den 19 januari överraskade S/S Kosmos II ubåten U 123 i ytläge utanför Cape Hatteras. Då ubåten hade problem med sin ena dieselmotor så kunde den inte undkomma valkokeriet på ytan och vattendjupet var för ringa för att kunna dyka i säkerhet. S/S Kosmos II ökade till full fart och försökte ramma ubåten,  75 meter från ubåten lyckades den tyska besättningen starta den andra motorn och ubåten kunde hinna undan.

## Sänkning
S/S Kosmos II seglade från New York de 18 oktober 1942 med konvojen HX-212 mot Liverpool. Hon hade en last av 21 000 ton råolja, tre stycken Landing Craft Tank och åtta flygplan som däckslast. Hon hade en besättning av 73 man. Ombord fanns 47 personer som hade deporterats från USA av Immigration and Naturalization Service, mestadels greker, samt 13 stycken vakter. Dessutom fanns 20 norska styrmän ombord som var på väg till Dumbarton för artilleriutbildning för Norska flottan, totalt fanns 153 personer ombord. Den 28 oktober träffades hon av en torped midskepps från U 606. Explosionen försatte styrningen ur spel och antände flygplanen i däckslasten. Panik utbröt bland de grekiska passagerarna som försökte fira ner livbåtarna och i processen sänkte två livbåtar. Efter att besättningen fått situationen under kontroll så sjösatte man fyra livbåtar med cirka 100 personer ombord, som plockades upp av S/S Barrwhin och några av eskortens korvetter. Ungefär 50 man stannade ombord för att bekämpa elden, efter att ha släckt elden försökte man hinna ifatt konvojen tillsammans med Barrwhin och korvetten av Flower-klass HMCS Rosthern. Vid tretiden på natten den 29 oktober torpederades Kosmos II igen denna gång av U 624, torpeden träffade i barbords maskinrum och hon började omedelbart sjunka. En tredje torped träffade strax efteråt midskepps och bröt henne i två delar. Av den kvarvarande besättningen räddades 28 man av Barrwhin och Rosthern. Vid niotiden på kvällen samma dag torpederades och sänktes Barrwhin i sin tur av U 436. Totalt dog 33 av de 153 personerna ombord på S/S Kosmos II under sista resan.